# Cefetamet
Cefetamet es un antibiótico de cefalosporina.